# Michel Jourdain Jr.
Michel Jourdain Jr. (ur. 2 września 1976 roku w Meksyku) – meksykański kierowca wyścigowy i rajdowy.

## Kariera
Jourdain Jr. rozpoczął karierę w międzynarodowych wyścigach samochodowych w 1995 roku od startów w ST4 Series Mexico oraz w Copa Tecate, Nissan Sport Prototipos. W obu seriach nie zdobywał jednak punktów. W późniejszych latach Meksykanin pojawiał się także w stawce Champ Car, Indy Racing League, NASCAR West Series, NASCAR Busch Series, Grand American Rolex Series, NASCAR Truck Series, World Touring Car Championship, NASCAR Nationwide Series, A1 Grand Prix, Turismos de Resistencia, México – Gran Turismo Turbo, IndyCar, Indianapolis 500, 24-godzinnego wyścigu Daytona, American Le Mans Series oraz Mexican Touring Car Championship.
W World Touring Car Championship Meksykanin wystartował w dwudziestu wyścigach sezonu 2007 z hiszpańską ekipą SEAT Sport. Podczas pierwszego wyścigu w Hiszpanii uplasował się na szóstej pozycji. Z dorobkiem trzech punktów uplasował się na osiemnastej pozycji.
W Champ Car Jourdain startował w latach 1996-2004. W 2002 roku uzbierane 105 punktów dało mu dziesiąte miejsce w klasyfikacji generalnej. Rok później sześciokrotnie stawał na podium, w tym dwukrotnie zwyciężał. Z dorobkiem 195 punktów ukończył sezon na najniższym stopniu podium klasyfikacji generalnej.
Od 2010 roku Meksykanin staruje w wybranych rajdach zaliczanych do klasyfikacji Rajdowych Mistrzostw Świata WRC.